# Madoka Ozawa
Pour les articles homonymes, voir Ozawa.
Madoka Ozawa (小沢 まどか, Ozawa Madoka) est une actrice japonaise du film pornographique et du V-cinema qui a été surnommée "une légende du genre [de films]". Elle sera connue comme étant le numéro un des idoles de l'AV, pour l'année 1997 après que chacune de ses vidéos produite pendant ses débuts soit devenue une réussite.

## Biographie et carrière
Madoka Ozawa est née le 3 mars 1978 à Tokyo (Japon). Elle débute dans la vidéo réservée aux adultes avec la firme Cosmo Plan en Décembre 1996. Sa première vidéo, Pure Love, est composée de quatre scènes de sexe. Âgée de 18 ans à l'époque, sa gêne est visible tout au long du film.
18 Dream (Août 1998) commence par un entretien au cours duquel Ozawa parle de son avenir tout en marchant. Suit une scène au cours de laquelle elle est câlinée par un acteur. Le dernier tiers de la vidéo consiste en la poursuite de l'entretien est se termine par une scène de sexe.
Legend Of An AV Idol est une vidéo documentaire
décrivant l'adolescence d'Ozawa, les débuts de sa sexualité et comment elle devint une Reine de l'AV.

## Départs et retours à la scène
Ozawa fait plusieurs tentatives pour abandonner le film pornographique. Il a été dit que Requiem est sa vidéo d'adieu. Elle est revenue à l'AV peu de temps après la sortie du film. Cette vidéo, admirablement filmée, comprend des scènes de rencontre, de causette et enfin de sexe avec un admirateur. Celle-ci se conclut par les remerciements de l'actrice à son admirateur pour sa performance.
Fallen Angel X est publié en (Septembre 1999). On y voit Ozawa avoir des rapports sexuels avec de multiples partenaires dont son ancien amant. Après avoir tourné la vidéo, l'actrice annonce à nouveau qu'elle quitte définitivement l'industrie du film pornographique.
En 2002, Ozawa, après un nouveau "faux départ", signe un contrat avec la firme Moodyz. De cette coopération naîtra Look That Kill en Juin 2003, .

## Taïwan et son retrait définitif
En décembre 2002, Ozawa visite Taïwan pour la première fois en tant que mannequin à l'occasion d'un salon automobile. Elle est simplement vêtue d'un bikini. Sa présence lors de cette manifestation crée un tel émoi parmi le public et les médias qu'elle est invitée à revenir une seconde fois pour se produire devant les troupes taïwanaises cantonnées sur l'île de Jinmen. C'est la première fois qu'une artiste du film pornographique vient distraire les militaires taïwanais. Le magistrat Lee Chu-Feng l'accueille en personne et pense que sa présence sur l'île va, par la même occasion, attirer des touristes. Pendant sa visite à Taïwan, Ozawa est pressentie pour paraître dans une campagne publicitaire concernant la Liqueur Kaoliang et pour servir de mannequin lors de la présentation de vêtements de mariée.
En février puis en mars de cette même année, elle revient à Taïwan pour participer à diverses manifestations et spots publicitaires dans le but de soigner son image de marque. Elle est conviée à se produire dans des émissions télévisées, des films et même à enregistrer des albums musicaux. Avec l'offre grandissante d'un travail valorisant, Ozawa se retire définitivement de la vidéo pornographique en 2003.
Au Japon, la carrière d'Ozawa est le sujet d'une vidéo souvenir en 3 volumes produits par Cosmos Plan en 2004.

## Filmographie (partielle)
| Titre du film | Producteur           | Réalisateur       | Parution                                    |
| --- | -------------------- | ----------------- | ------------------------------------------- |
| Pure Love 純愛 debut video | Cosmos Plan 宇宙企画 | Daimei Kurata     | 25 décembre 1996                            |
| I Want to Hug You 抱きしめたい | Cosmos Plan          | Bunchou Yoshino   | 28 février 1997                             |
| Angel Whisper 天使のエクスタシー | Cosmos Plan          | Daimei Kurata     | 20 avril 1997                               |
| Prohibited Erotic Girl 発禁エロス | Cosmos Plan          | Asao Takai        | 13 juillet 1997                             |
| Super Best Part 3 スーパー BEST Part3                                                                                                  | Cosmos Plan          |                   | 17 octobre 1997                             |
| Madoka Ozawa 小沢まどか | Cosmos Plan          |                   | 21 février 1998                             |
| Platonic Love 純愛 | Cosmos Plan          |                   | VHS: 16 mai 1998 DVD: 27 janvier 2001       |
| 18 Dream | Cosmos Plan          |                   | VHS: 8 août 1998 DVD: 24 février 2001       |
| Beautiful Wife 美人妻 | Miss Christine       |                   | novembre 1998                               |
| I Want To Hold You by Madoka Ozawa 抱きしめたい 小沢まどか                                                                             | Cosmos Plan          |                   | VHS: 23 janvier 1999 DVD: 28 avril 2001     |
| NEO Bloody Uniform Connection 50 NEO出血大制服50                                                                                       | Atlas21              | Hidekazu Takaharu | 20 avril 1999                               |
| Legend Of An AV Idol AV アイドル伝説                                                                                                   | Atlas21              | Kunino Nagayagawa | 20 mai 1999                                 |
| Female Ass 女尻 | Alice Japan          | Goro Tomeike      | VHS: 25 juin 1999 DVD: 25 février 2000      |
| High School Girls' Connection Deluxe 女学生通信 DELUXE                                                                                 | Cosmos Plan          |                   | 24 juillet 1999                             |
| Fallen Angel X 堕天使Ｘ | Cosmos Plan          |                   | VHS: 19 novembre 1999 DVD: 25 décembre 1999 |
| NEO Uniform Connection EX NEO出血大制服EX                                                                                              | Atlas21              |                   | 19 novembre 1999                            |
| Dirty Nasty Dancing 淫華乱舞 | Cosmos Plan          |                   | 25 décembre 1999                            |
| NEO Bloody Uniform Connection 7 NEO出血大制服                                                                                          | Atlas21              | Tukasa Hashimoto  | 15 mars 2000                                |
| Cosmos 2000 Gold 宇宙企画2000GOLD | Cosmos Plan          | Tomohisa Aizome   | 25 mars 2000                                |
| Cosmos Black (裏)宇宙企画BLACK | Cosmos Plan          | Tomohisa Aizome   | 9 juillet 2000                              |
| Sexy Butt Climax 4 女尻CLIMAX 4th | Alice Japan          |                   | 14 juillet 2000                             |
| Reverse Soap Heaven 逆ソープ天国 | Alice Japan          | Hideo Katsuyama   | VHS: 20 août 1999 DVD: 25 août 2000         |
| Atlas Mega-Mix vol.#1 アトラスMEGA-MIX                                                                                                 | Atlas21              |                   | 15 septembre 2000                           |
| Reverse Soap Heaven: Private Party 4 逆ソープ天国                                                                                      | Alice Japan          |                   | 15 septembre 2000                           |
| Indies AV Action インディーズ宣言 | Moodyz Imperial      | Kei Morikawa      | 15 septembre 2000                           |
| Fallen Angel X Special 堕天使X SPECIAL                                                                                                 | Cosmos Plan          | Tomohisa Aizome   | 8 octobre 2000 25 novembre 2000             |
| Cosmos Project Black 裏宇宙企画BLACK                                                                                                   | Cosmos Plan          |                   | 28 octobre 2000                             |
| Female Ass Climax 3 女尻クライマックス 3                                                                                               | Alice Japan          |                   | 23 février 2001                             |
| The NEO Uniform Connection: Complete Edition Vol. 3 NEO出血大制服完全版 3                                                              | Atlas21              | Tsukasa Hashimoto | 13 mars 2001                                |
| Reverse Soap Heaven Special Erect 3 逆ソープ天国スペシャルエレクト 3                                                                   | Alice Japan          |                   | 13 mars 2001                                |
| Madoka Ozawa Secret PLUS 小沢まどか 秘蔵PLUS                                                                                           | Cosmos Plan          |                   | 13 octobre 2001                             |
| Sweet Bunny Club SWEET バニー CLUB | Atlas21              | Tsukasa Hashimoto | 13 novembre 2001                            |
| Atlas Adult Actress Vol. 3 | Atlas21              | Tsukasa Hashimoto | 12 novembre 2002                            |
| Rape The Teacher 女教師聖職の懺悔 | Moodyz Imperial      |                   | 15 janvier 2002                             |
| She Might Appear Beside You 箱の中の女                                                                                                 | Moodyz Imperial      | Kanemochi Saionji | 1er février 2002                            |
| Teasing Young Lady いじめっ娘。 | Moodyz Imperial      | Koushirou         | 1er avril 2002                              |
| Digital Mosaic Vol.6 デジタルモザイク Ｖｏｌ.００６                                                                                    | Moodyz Killer        | Mr. Watakano      | 1er novembre 2002                           |
| Super Heroine Rape スーパーヒロインレイプ 遺伝子の悲劇                                                                                 | Shark                |                   | 8 avril 2003                                |
| Look That Kill-- Madoka Ozawa LOOK THAT KILL 小沢まどか                                                                                | BLACKJACK            |                   | 27 juin 2003                                |
| Cosmos Memorial/ Madoka Ozawa I 宇宙企画Memorial 小沢まどかI                                                                           | Cosmos Plan          |                   | 19 mars 2004                                |
| Cosmos Memorial/ Madoka Ozawa II 宇宙企画Memorial 小沢まどかII le DVD comprend également Platonic Love, 18 Dreams & I Want To Hold You | Cosmos Plan          |                   | 21 mars 2004                                |
| Cosmos Memorial/ Madoka Ozawa III 宇宙企画Memorial 小沢まどかIII le DVD comprend également Last Show, Falling Angel X & Secret PLUS    | Cosmos Plan          |                   | 16 juillet 2004                             |
| Madoka Ozawa HISTORY 小沢まどかHISTORY Collection comprenant NEO Bloody Uniform & AV IDOL Legend                                       | Atlas21              |                   | VHS: 23 août 2006 DVD: 28 août 2006         |

- Madoka of Relief, Madoka of Tears
- Wild Thing IX
- Angel
- Digital Mosaic 6
- Bully
- Negative
- Never Say Goodbye
- Do You Wanna Fuck?
- Love and Hate
- Double Bitches
- Prohibited Erotic Girl
- An I Novel
- Pure Love
- The Seamy Side of Ura No Ura
- Angel Whisper
- Call Girl
- Madoka SOS
- Super Zoom Up Erotic Parts 3
- Super Heroine Ravished
- Place on Forgotten
- Bejean 20
- Requiem
- The Kageki
- The Woman in the Box
- A Mixed Public Bathing Tale
- Maniac Lover
- Harem Night
- Loving Sexy Doll
- Forcing Flight Attendant
- Ravish the Teacher